# Fitoa
Fitoa é um género de coleópteros da família Erotylidae.